# Уразметово
Уразме́тово (рос. Уразметово, башк. Үрәҙмәт) — село у складі Альшеєвського району Башкортостану, Росія. Входить до складу Кизильської сільської ради.
Населення — 227 осіб (2010; 267 в 2002).
Національний склад:
- башкири — 53 %
- татари — 46 %